# کیل یونگ وو
کیل یونگ وو (کره‌ای: 길용우؛ زادهٔ ۱۷ دسامبر ۱۹۵۵) بازیگر اهل کره جنوبی است. در سال ۲۰۱۰ او یکی از شخصیت‌های اصلی تئاتر اقتباسی از رمان پرفروش لطفاً مراقب مامان باشین بود.

## مجموعه تلویزیونی
- ۱۹۸۱ جمهوری اول (در نقش لی کانگ سوک)
- ۱۹۸۱ جانگ هه بین (در نقش مین جین هو)
- ۱۹۸۳ پادشاه قصر چودونگ (در نقش جانگ یونگ شیل)
- ۱۹۸۴ درختی با ریشه‌های عمیق (در نقش امپراتور سونگ جونگ)
- ۱۹۸۷ آواز آرزو (در نقش لی مان کانگ)
- ۱۹۸۹ خاطرات بانو هیگیونگ ( در نقش جونگ یاک یونگ)
- ۱۹۸۹ جمهوری دوم (در نقش کینگ یونگ سام)
- ۱۹۹۰ بهشت ما (در نقش گیل مین تاک)
- ۱۹۹۲ سه پادشاهی (در نقش امپراتور اویجا)